# Genetsko vtisnjenje
Genetsko vtisnjenje (angleško genetic imprinting) ali genomsko vtisnjenje (genomic imprinting) je kompleksno dogajanje genskega uravnavanja oz. je epigenetski proces, v katerem se izrazi le ena od starševskih kopij gena in je neodvisno od mendelskega dedovanja. Proces poteka preko metilacije DNA in ima ključno vlogo v embriogenezi (razvoju zarodka oziroma embrija) in razvoju ploda oziroma fetusa.
Poleg človeka je status genetskega vtisnjenja ohranjen tudi pri nekaterih višjih sesalcih, vrečarjih in cvetnicah.

## Evolucijski izvor
Fenomen genetskega vtisnjenja je najden pri nekaterih višjih sesalcih, vrečarji in cvetnicah, vendar je odsoten pri stokovcih ter vseh drugih vretenčarjih in nevretenčarjih. Takšna filogenetska distribucija in rezultati opazovanj, po katerih vtisnjeni geni delujejo po antagonističnem smislu, tj. izraženi geni po očetovi strani pospešujejo rast ploda, po materini strani pa ga zavirajo, nakazuje na to, da je bila gonilna sila za razvoj genetskega vtisnjenja t. i. »genetski konflikt« ali »starševski spor« za materine hranilne vire. Tako so bili geni po očetovi strani izbrani za črpanje večjih količin hranil in s tem za rast močnejšega potomca, geni po materini strani pa varčevanje s hranili in s tem porazdelitev le-teh med večje število potomcev ter povečanje reproduktivnih zmožnosti matere. V skladu s to hipotezo naj bi bile demetilacije pri oploditvi rezultat nasprotovanja očetovi strategiji za pospeševanje rasti ploda.
Alternativna hipoteza predvideva, da se je metilacija citozina razvila kot obrambni mehanizem proti parazitskim elementom DNA, kot so transpozoni in provirusna DNA, kar podpira tudi dejstvo, da 5-aza-deoksicitidin, inhibitor citozinske DNA metiltransferaze, aktivira utišane retroviruse. Poleg tega naj bi retrotranspozonski gen, ki je vstavljen blizu vtisnjenega gena, prav tako pridobil vtisnjeni vzorec.

## Lastnosti in regulacija vtisnjenih genov
Vsaka somatska celica v diploidnem organizmu ima dvojno garnituro kromosomov, vsaki avtosomni gen pa je predstavljen z dvema kopijama ali aleloma, ki sta podedovana po eden od vsakega starša. Povečini se tako avtosomni geni izražajo simultano iz obeh alelov. Le majhno število število genov, tj. manj kot 1 % vseh genov, je vtisnjenih, kar pomeni, da je gen izražen le od enega alela.
Vtisnjeni geni se redko nahajajo posamično: več kot 80 % tovrstnih genov je fizično organiziranih v določene skupke. Domnevano je, da takšna organizacija odraža koordinirano regulacijo genov na domeni kromosomov. Poleg tega obstajajo tudi kontrolni elementi vtisnjenja (angleško imprinting centres, imprinting control elements ali IC), ki so analogni kontrolnim centrom na X spolnih kromosomih: le-ti nadzorujejo aktivnost celotnega kromosoma in ga lahko v celoti deaktivirajo, pri čemer nastanejo t. i. Barrova telesa.
Splošno sprejeta teorija je, da večina epigenetskih modifikacij vtisnjenih genov poteče preko metilacije; v tem smislu bi lahko vtise enačili z metilacijskimi vtisi. Kljub temu so v vzdrževanje vtisov vključeni tudi drugi mehanizmi, kot so modifikacije histonov.

## Življenjski cikel vtisov
Vzorec genetskega vtisnjenja se spreminja skozi življenje organizma. Vzpostavljen je med gametogenezo, tj. med nastajanjem gamet oz. spolnih celic. Metilacija v oogenezi (nastajanje ženskih spolnih celic) poteče med rastjo celic v prvi mejotični delitvi, metilacija v spermatogenezi (nastajanje moških spolnih celic) pa pred mejotičnimi delitvami. Verjetno so za metilacijo genov odgovorni encimi DNA metiltransferaze.
Po oploditvi poteče večje število demetilacij in metilacij, katerim se morajo encimi zoperstaviti za ohranitev vzorca. Pri moški garnituri kromosomov poteče v glavnem demetilacija še pred združitvijo obeh jeder preko aktivnih mehanizmov, pri ženski garnituri pa zaradi neuspešnega vzdrževanja vzorca. Šele po nekaj dnevih v embrionalnem razvoju se vzorec znova vzpostavi, tj. vtisnjeni geni, ki so bili demetilirani, so znova metilirani. Zaščita pred demetilacijo je pozneje verjetno osnovana na posebni ureditvi kromatina, razlike v ureditvi pa bi lahko pojasnile večje število metiliranih genov po materini strani kot pa po očetovi v organizmu. V zvezi s tem obstaja tudi možnost, da so nekateri geni vtisnjeni šele po oploditvi in ne med gametogenezo starševskih spolnih celic.
V potomcu se v gametogenezi vzorec vtisnjenja izbriše in ponovno vzpostavi zaradi relevantnosti do spola starševskega organizma. Primer tega je lahko gen H19, ki je metiliran samo po očetovi strani: v gametogenezi se mora vzorec izbrisati, tj. očetov alel se mora demetilirati. Če je starševski osebek moškega spola, bosta oba alela metilirana pri vzpostavitvi vzorca, obratno pa se zgodi v primeru ženskega spola (alela nista metilirana). Po združitvi spolnih celic bo tako zarodek imel metiliran očetov alel, materin pa se bo izražal.

## Medicinski pomen
Vtisnjeni geni so zaradi funkcionalnega haploidnega stanja občutljivi na razne spremembe v zaporedju ali izražanju gena (epigenetske spremembe, genomske mutacije, uniparentalna disomija,...), kar vodi v različne nevrološke motnje in motnje v razvoju. Taki primeri motenj so Angelmanov in Prader-Willijev sindrom, Alzheimerjeva bolezen, avtizem, bipolarna motnja, sladkorna bolezen, debelost, shizofrenija ter številna rakasta obolenja, kot so rak na dojki, vratu, jajčnikih, prostati, požiralniku, testisih, sečnem mehurju, jetrih, pljučni rak in črevesni rak.
Angelmanov in Prader-Willijev sindrom sta posledica motenj v vtisu na q kraku 15. kromosoma. Normalno je materin alel metiliran in se zato ne izraža. V primeru motenj pri materinem vtisu se izrazi Angelmanov sindrom, ki je karakteriziran z epilepsijo, tremorjem in smejalnimi trzaji, v primeru motenj očetovega vtisa pa se izrazi Prader-Willijev sindrom, karakteriziran z debelostjo, zmanjšanim tonusom mišičnine (hipotonija) in hipogonadizmom.

### NOEY2
NOEY2 je očetovsko izražen vtisnjeni gen na 1. kromosomu pri človeku. Motnje v izražanju tega gena so povezane s povečanim tveganjem za raka na dojki in jajčnikih: v 41 % tovrstnih rakastih obolenj se NOEY2 ne izraža, kar nakazuje, da je to tumor-supresorski gen.